# Da’Vine Joy Randolph

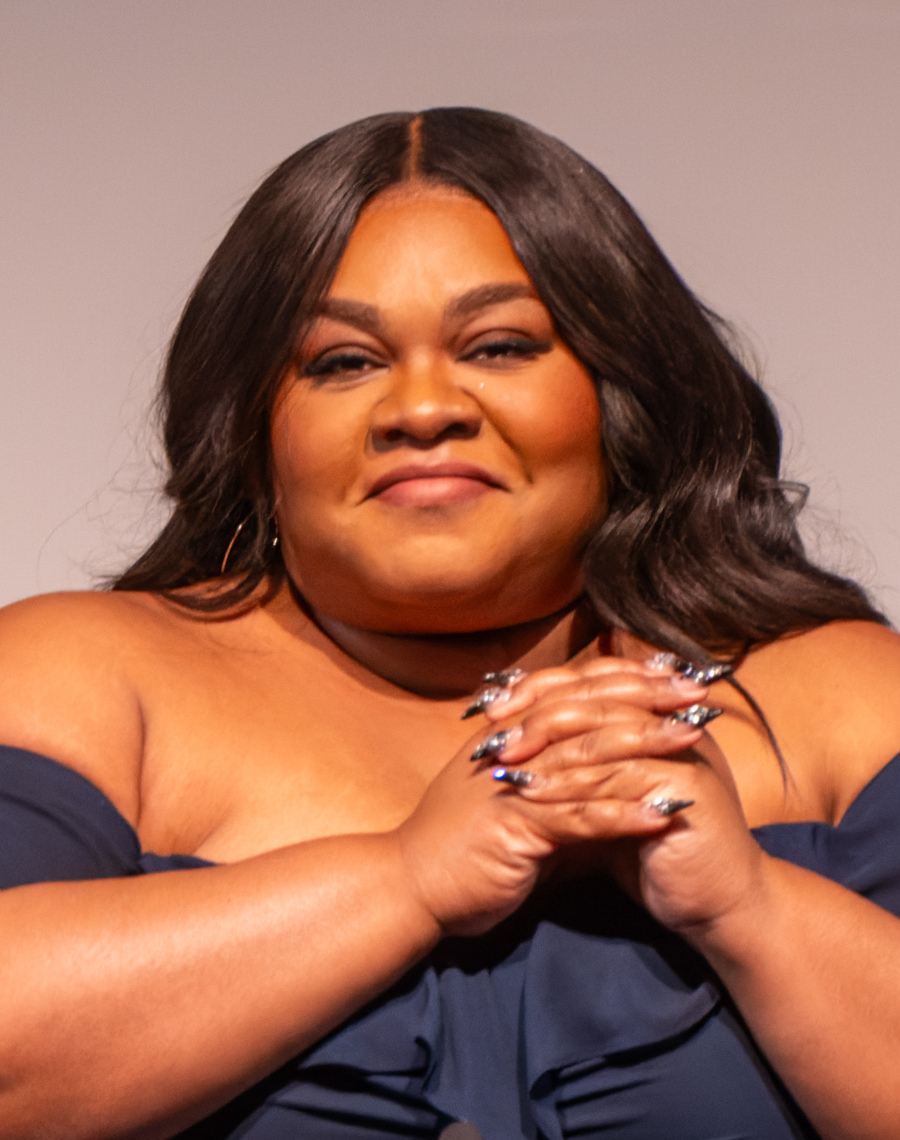
Da’Vine Joy Randolph (2024)

Da’Vine Joy Randolph (* 21. Mai 1986 in Philadelphia) ist eine US-amerikanische Schauspielerin, Musicaldarstellerin und Sängerin. Sie wurde zunächst durch ihren für den Tony Award nominierten Auftritt in der Broadway-Produktion Ghost – Das Musical bekannt. Für ihre Rolle in dem Film The Holdovers wurde sie 2024 sowohl mit dem Golden Globe Award als auch dem Oscar jeweils in der Kategorie Beste Nebendarstellerin ausgezeichnet.

## Leben
Die 1986 in Philadelphia geborene Da’Vine Joy Randolph wuchs in Pennsylvania auf. Nach ihrem Besuch der Temple University und ihrem Abschluss an der Yale School of Drama im Jahr 2011 widmete sie sich dem Gesang und konzentrierte sich auf das Musiktheater. 
Nach einem Vorsprechen für eine Zweitbesetzung der Broadway-Produktion von Ghost – Das Musical, die zu der Zeit im Londoner West End gespielt wurde, erhielt Randolph die wichtige Rolle der Wahrsagerin Oda Mae Brown und ersetzte nach einer Verletzung der eigentlichen Darstellerin Sharon D. Clarke diese in ihrer Rolle in London. Die Newcomerin wurde 2012 als beste Nebendarstellerin in einem Musical für den Tony Award nominiert.
Beginnend mit dem Jahr 2013 begann sie auch für Filme und Fernsehserien vor der Kamera zu stehen. In der Comedyserie Selfie spielte Randolph 2014 die Rolle von Charmonique, weitere wiederkehrende Rollen in Serien wie People on Earth, Empire und On Becoming a God in Central Florida folgten. In der Netflix-Zeichentrickerie The Mr. Peabody & Sherman Show lieh Randolph von 2015 bis 2017 der Figur Christine ihre Stimme. Seit 2021 verkörpert Randolph in der Disney-Krimikomödienserie Only Murders in the Building wiederkehrend die Nebenfigur Detective Williams.
Als Kinoschauspielerin machte Randolph erstmals 2018 durch Dolemite Is My Name von Regisseur Craig Brewer auf sich aufmerksam, in dem sie in einer größeren Nebenrolle die Figur Lady Reed verkörperte und auch gemeinsam mit Hauptdarsteller Eddie Murphy einen Song für den Soundtrack sang. Ihren bislang größten Erfolg erzielte sie mit dem 2023 erschienenen Film The Holdovers von Alexander Payne. Hierin übernahm sie die Rolle der Schulköchin Mary, die um ihren im Vietnamkrieg gefallenen Sohn trauert. Diese Darstellung brachte ihr zahlreiche Auszeichnungen ein, darunter, jeweils in der Kategorie Beste Nebendarstellerin, der Oscar, der Golden Globe Award, der British Academy Film Award, der Screen Actors Guild Award und der New York Film Critics Circle Award.
Im Sommer 2024 wurde Randolph Mitglied der Academy of Motion Picture Arts and Sciences.

## Filmografie (Auswahl)
- 2013: Mother of George

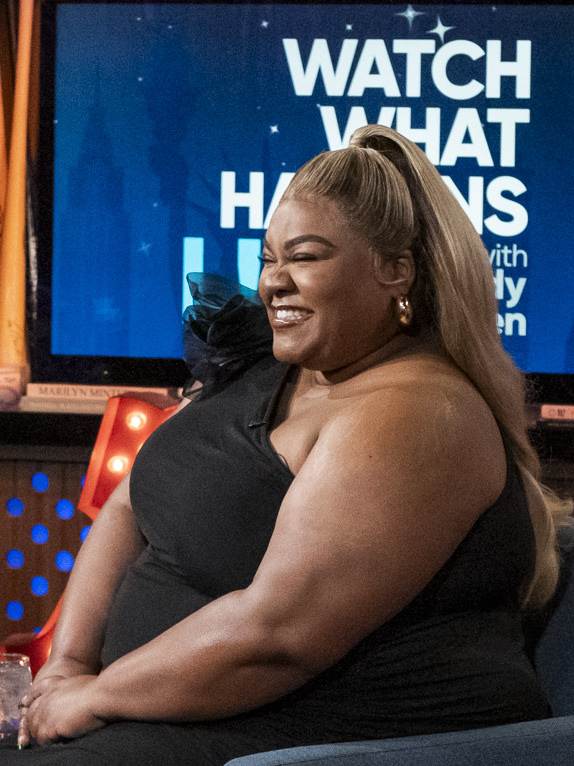
Da’Vine Joy Randolph (2024)

- 2014: The Angriest Man in Brooklyn
- 2014: Selfie (Fernsehserie, 13 Folgen)
- 2016: The Secrets of Emily Blair
- 2016: Dirty Office Party
- 2016–2017: People of Earth (Fernsehserie, 17 Folgen)
- 2017–2018: Empire (Fernsehserie, 7 Folgen)
- 2019: Dolemite Is My Name
- 2019: On Becoming a God in Central Florida (Fernsehserie, 5 Folgen)
- 2020: The Last Shift
- 2020: Kajillionaire
- 2020: Trolls World Tour (Stimme)
- 2021: The United States vs. Billie Holiday
- 2021–2024: Only Murders in the Building (Fernsehserie, 12 Folgen)
- 2022: The Lost City – Das Geheimnis der verlorenen Stadt (The Lost City)
- 2022: On the Come Up
- 2022: Der gestiefelte Kater: Der letzte Wunsch (Puss in Boots: The Last Wish, Stimme)
- 2022: A Little White Lie
- 2023: The Idol (Fernsehserie, 5 Folgen)
- 2023: Rustin
- 2023: The Holdovers
- 2025: Shadow Force – Die letzte Mission (Shadow Force)
- 2025: Bride Hard

## Auszeichnungen
African-American Film Critics Association Award
- 2019: Auszeichnung als Beste Nebendarstellerin (Dolemite Is My Name)[6]

Austin Film Critics Association Award
- 2024: Auszeichnung als Beste Nebendarstellerin (The Holdovers)[7]

Black Film Critics Circle Award
- 2019: Auszeichnung als Beste Nebendarstellerin (Dolemite Is My Name)[8]

Black Reel Award
- 2020: Nominierung als Beste Nebendarstellerin (Dolemite Is My Name)
- 2020: Nominierung als Beste Nachwuchsdarstellerin (Dolemite Is My Name)[9]

British Academy Film Award
- 2024: Auszeichnung als Beste Nebendarstellerin (The Holdovers)

Chicago Film Critics Association Award
- 2023: Auszeichnung als Beste Nebendarstellerin (The Holdovers)

Critics’ Choice Movie Award
- 2024: Auszeichnung als Beste Nebendarstellerin (The Holdovers)

Golden Globe Award
- 2024: Auszeichnung als Beste Nebendarstellerin (The Holdovers)

Gotham Award
- 2023: Nominierung für die Beste Nebenrolle (The Holdovers)[10]

Independent Spirit Award
- 2024: Auszeichnung für die Beste Nebenrolle (The Holdovers)

National Society of Film Critics Award
- 2023: Auszeichnung als Beste Nebendarstellerin (The Holdovers)[11]

New York Film Critics Circle Award
- 2023: Auszeichnung als Beste Nebendarstellerin (The Holdovers)

Oscar
- 2024: Auszeichnung als Beste Nebendarstellerin (The Holdovers)

Palm Springs International Film Festival
- 2023: Auszeichnung mit dem Breakthrough Performance Award (The Holdovers)[12]

Satellite Award
- 2023: Nominierung als Beste Nebendarstellerin (The Holdovers)[13]

Screen Actors Guild Award
- 2024: Auszeichnung als Beste Nebendarstellerin (The Holdovers)

Tony Award
- 2012: Nominierung als Beste Nebendarstellerin in einem Musical (Ghost – Das Musical)